# ریگک (اردل)
ریگک (روگر)، روستایی از توابع بخش مرکزی شهرستان اردل در استان چهارمحال و بختیاری ایران است.
روستایی با جاذبه های گردشگری و زمین های کشاوری.
روستایی خوش آب و هوا و سرسبز دارای تنوع زیستی.

## جمعیت
این روستا قبل از روستای ده کهنه ومنطقه گردش گری گورمیزه قرار دارد و براساس سرشماری مرکز آمار ایران در سال ۱۳۸۵، جمعیت آن ۱۱۷ نفر (۱۹خانوار) بوده‌است.
فعلا این روستا به دلیل نداشتن امکانات گاز و آب -سکنه ندارد و فقط تبدیل به چند دامداری شده است.
جمعیت مردم اهل این روستا حدود ۱۰۰۰ نفر میباشد اما به دلایل گفته شده فقط چند خانوار در آن زندگی میکنند.